# Aslı Melisa Uzun
Aslı Melisa Uzun (Ankara, 11 novembre 1995) è un'attrice, ballerina e modella turca, nota per aver interpretato il ruolo di Gamze nella serie DayDreamer - Le ali del sogno (Erkenci Kuş).

## Biografia
Aslı Melisa Uzun è nata l'11 novembre 1995 ad Ankara (Turchia), ed ha un fratello che si chiama Yunus.

## Carriera
Aslı Melisa Uzun all'età di tre anni ha iniziato i corsi di danza ed ha studiato danza classica e ginnastica. Nel 2015 è stata scelta come Miss Turchia Universo ed ha rappresentato la Turchia nel concorso di bellezza Miss Universo 2015. Nel 2016 ha fatto la sua prima apparizione come attrice con il ruolo di Seda Yilmaz nella serie Arkadaslar Iyidir. Nel 2018 è stata scelta per interpretare il ruolo di Gamze nella serie DayDreamer - Le ali del sogno (Erkenci Kuş) e dove ha recitato insieme ad attori come Can Yaman e Demet Özdemir.
Nel 2019 ha preso parte al film Bilmemek diretto da Leyla Yilmaz. L'anno successivo, nel 2020, ha recitato nel cortometraggio Zen Mother diretto da Mu Tunc. Nel 2020 e  nel 2021 ha ricoperto il ruolo di Bobbi Atakan nella serie Verbotene Liebe - Next Generation. Negli stessi anni ha interpretato il ruolo di Doru nella serie Akrep. Nel 2021 ha recitato nella serie Beyond Belief: Fact or Fiction. L'anno successivo, nel 2022, ha recitato nelle serie Blutige Anfänger (nel ruolo di Aylin Aksu), in Wendehammer (nel ruolo di Franziska) e in Ben Bu Cihana Sigmazam (nel ruolo di Melike). Nello stesso anno ha preso parte al video musicale Aglattin di Ezhel.

## Filmografia

### Cinema
- Bilmemek, regia di Leyla Yilmaz (2019)

### Televisione
- Arkadaslar Iyidir – serie TV (2016)
- DayDreamer - Le ali del sogno (Erkenci Kuş) – serie TV (2018)
- Verbotene Liebe - Next Generation – serie TV (2020-2021)
- Akrep – serie TV (2020-2021)
- Beyond Belief: Fact or Fiction – serie TV (2021)
- Blutige Anfänger – serie TV (2022)
- Wendehammer – serie TV (2022)
- Ben Bu Cihana Sigmazam – serie TV (2022)

### Cortometraggi
- Zen Mother, regia di Mu Tunc (2020)

## Video musicali
- Aglattin di Ezhel (2022)

## Teatro
- This Is Not a Fashion Show (2019)

## Doppiatrici italiane
Nelle versioni in italiano dei suoi film e delle sue serie TV, Aslı Melisa Uzun è stata doppiata da:
- Giulia Tarquini[20] in DayDreamer - Le ali del sogno[21]